# System celkowy
System celkowy, system pensylwański, system filadelfijski – typ systemu penitencjarnego ukształtowany w Anglii i Stanach Zjednoczonych na przełomie XVIII i XIX w. Więzienia w tym systemie charakteryzowały się ścisłą izolacją osadzonych odbywających karę w jednoosobowych celach.
System pensylwański i konkurencyjny wobec niego system auburnski są przez niektórych badaczy traktowane łącznie jako dwie formy systemu celkowego.

## Początki

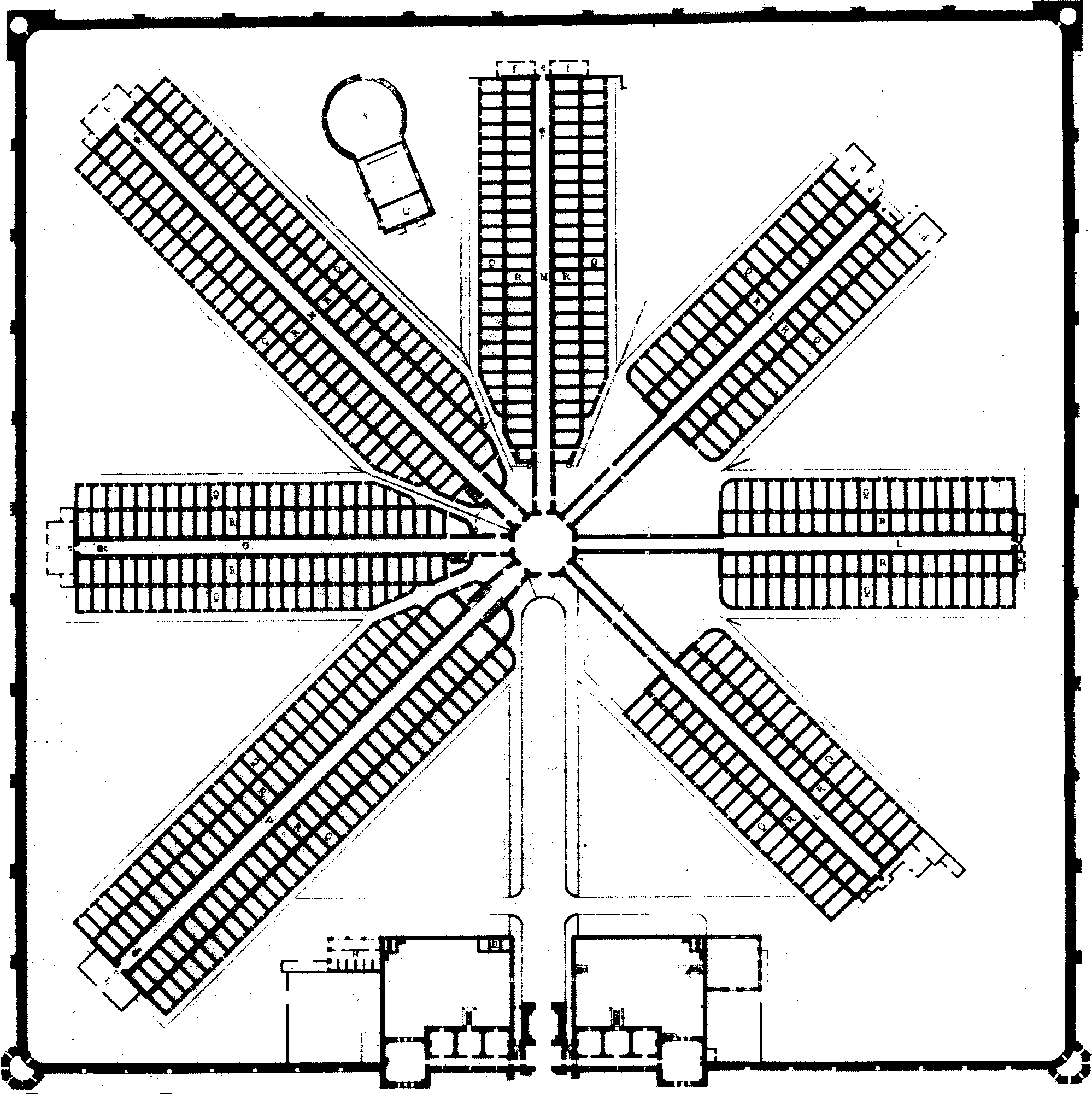
Plan podłogowy Eastern State Penitentary (1836)

System celkowy był pierwszym w historii system penitencjarnym. Wcześniej, sposób odbywania kary więzienia zależał od lokalnych warunków i zwyczajów. Warunki działania różnych instytucji więziennych były więc bardzo różne. Kara więzienia nie służyła realizacji innych celów niż izolacyjne.
Dążenie do reformy więziennictwa ze względów humanitarnych było ważną częścią społecznej doktryny kwakrów. W 1682 przywódca kwakrów William Penn na mocy przywileju królewskiego założył Pensylwanię, w której starał się wprowadzić szereg nowych rozwiązań instytucjonalnych, m.in. ograniczenie kary śmierci i kar cielesnych, oraz wprowadzenie odrębnych cel (pomagających w skupieniu na przemianie wewnętrznej i uniemożliwiających demoralizację wzajemną osadzonych), oraz nastawienie na poprawę moralną, edukację religijną i pracę więźniów. Śmierć Penna w 1718 zakończyła próby wprowadzenia tych reform. Wiara w przenoszenie skłonności przestępczych poprzez wzajemne kontakty („zarażanie” przestępczością i demoralizacją) leżała u podstaw podstawowej zasady późniejszego systemu celkowego – całkowitej izolacji.
W epoce oświecenia rozwinęły się humanitarne i reformatorskie idee dotyczące więziennictwa i polityki karnej, zgodnie z którymi kara powinna realizować racjonalne cele, m.in. unikać niepotrzebnego cierpienia i dążyć do poprawy więźnia. W 1777 John Howard napisał wpływowy raport, podsumowujący jego obserwacje o stanie więzień w Europie: State of the Prisons. Wskazywał w nim, że należy zaprzestać dotychczasowych form odbywania kary więzienia. Więźniom powinno pozostawić się nadzieję powrotu do życia w społeczeństwie, umożliwić im kształcenie, poprawę moralną i wychowanie religijne oraz włączać w wykonywanie użytecznych społecznie prac. Warunki sprawowania kary (sanitarne, lokalowe, związane z opieką zdrowotną) powinny być też poprawione.
Drugi z angielskich reformatorów: Jeremy Bentham zaproponował racjonalizację sposobu odbywania kary w duchu utylitaryzmu. Służyć temu miała m.in. nowa architektura więzienna. W pracy Panopticon or the inspection house (1791) Bentham opisał projekt panoptykonu – więzienia w kształcie rotundy, z centralnie umieszczoną wieżą strażniczą i indywidualnymi celami wokół krawędzi. W ten sposób, więźniowie umieszczeni w indywidualnych celach mogli być obserwowani przez nielicznych strażników, nie demoralizujac się nawzajem.
W ten sposób ukształtowała się idea nowego więzienia w systemie celkowym, gdzie więźniowie odbywają karę pozbawienia wolności w indywidualnych celach, gdzie ich kontakty są ograniczone, aby przeciwdziałać demoralizacji, ale gdzie warunki odbywania kary są humanitarne. Pierwsze pojedyncze więzienia tego typu powstały w Gandawie i w Gloucester. Systemy penitencjarne oparte na zasadzie celkowej powstały jednak w Stanach Zjednoczonych w Pensylwanii.
System pensylwański i konkurencyjny wobec niego system auburnski są przez niektórych badaczy traktowane łącznie jako dwie formy systemu celkowego.

## Więzienia w Filadelfii

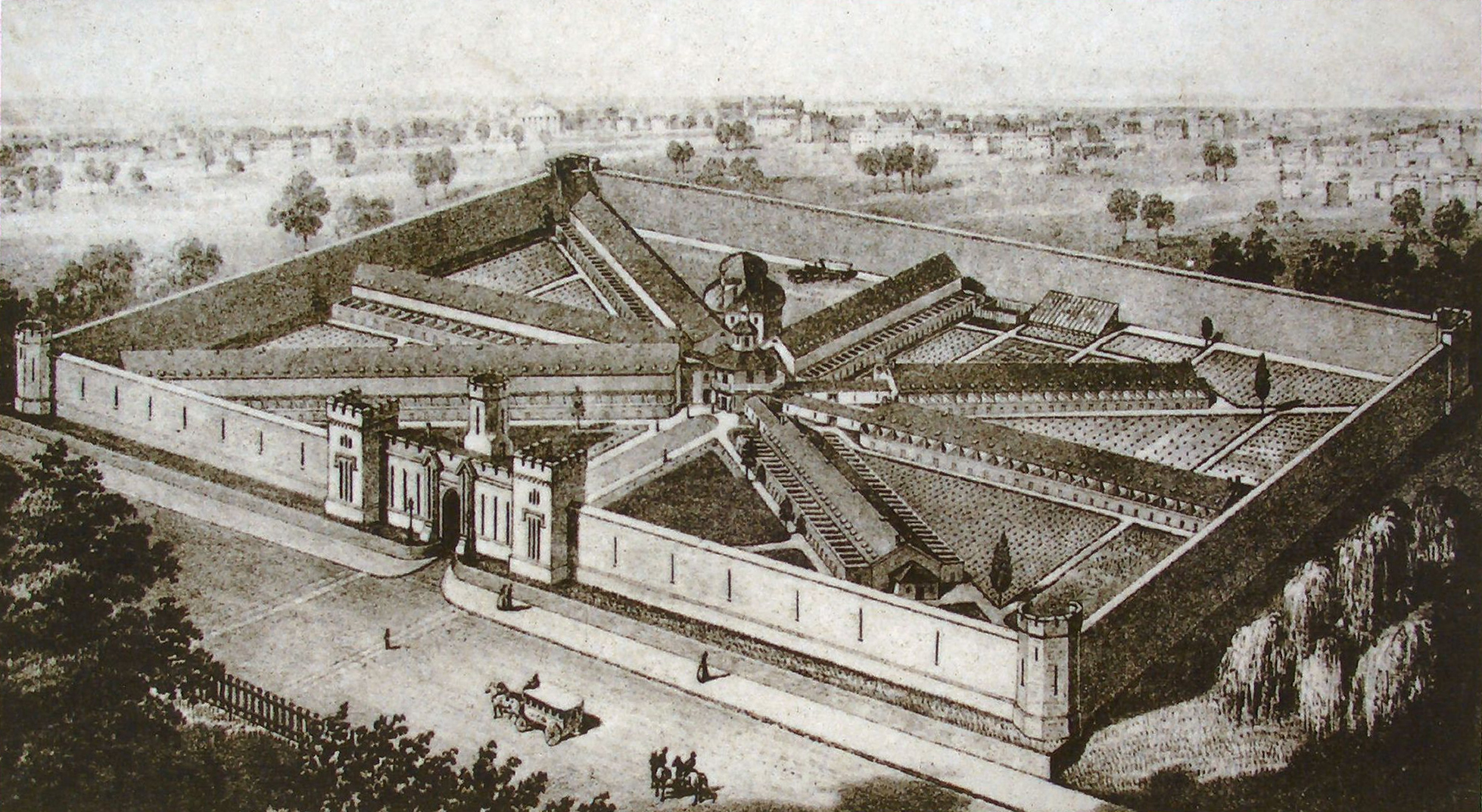
Eastern State Penitentiary (1855)

System pensylwański był częściowo kontynuacją idei Williama Penna, jednocześnie też ucieleśniał zasady klasycznej szkoły kryminologii, w której podstawowym celem pozbawienia wolności było karanie za popełnione przestępstwo, ciężka praca i pokuta. Kwakrowskie stowarzyszenie zajmujące się reformą więzień (Society for Prison Discipline) zaczęło organizować na nowy sposób część więzienia (wydzielony budynek) na Walnut Street w Filadelfii (1790–1819). Cele miały tam wymiary 6x8 stóp i wysokość 9 stóp. Budynek przeznaczony był do odbywania najcięższej kary, połączonej z ciężką pracą.
W 1829 otwarto nowe więzienie w Filadelfii (początkowo nazywające się Cherry Hill Penitentiary, potem Eastern State Penitentiary), w którym zaprowadzono całkowitą izolację więźniów na okres ok. 3 lat. John Haviland zaprojektował ten niezwykle kosztowny budynek, wykorzystując różne nowoczesne rozwiązania, m.in. centralne ogrzewanie czy instalację bieżącej wody. Budynek otoczony był 10-metrowym kamiennym murem. Ułożony był na planie radialnym, w którym siedem bloków rozchodziło się od bloku osiowego. Cele były wielkości 7 × 12 stóp, 16 stóp wysokie. Każda miała 8-calowe okno. Na wyposażeniu znajdowało się stalowe łóżko, toaleta, taboret, ława i narzędzia do pracy oraz spożywania posiłków. Drzwi zaopatrzone były w szufladę do przekazywania posiłków i wizjer do obserwacji więźnia. Każda cela miała indywidualny dziedziniec, na którym więzień mógł ćwiczyć przez godzinę dziennie.

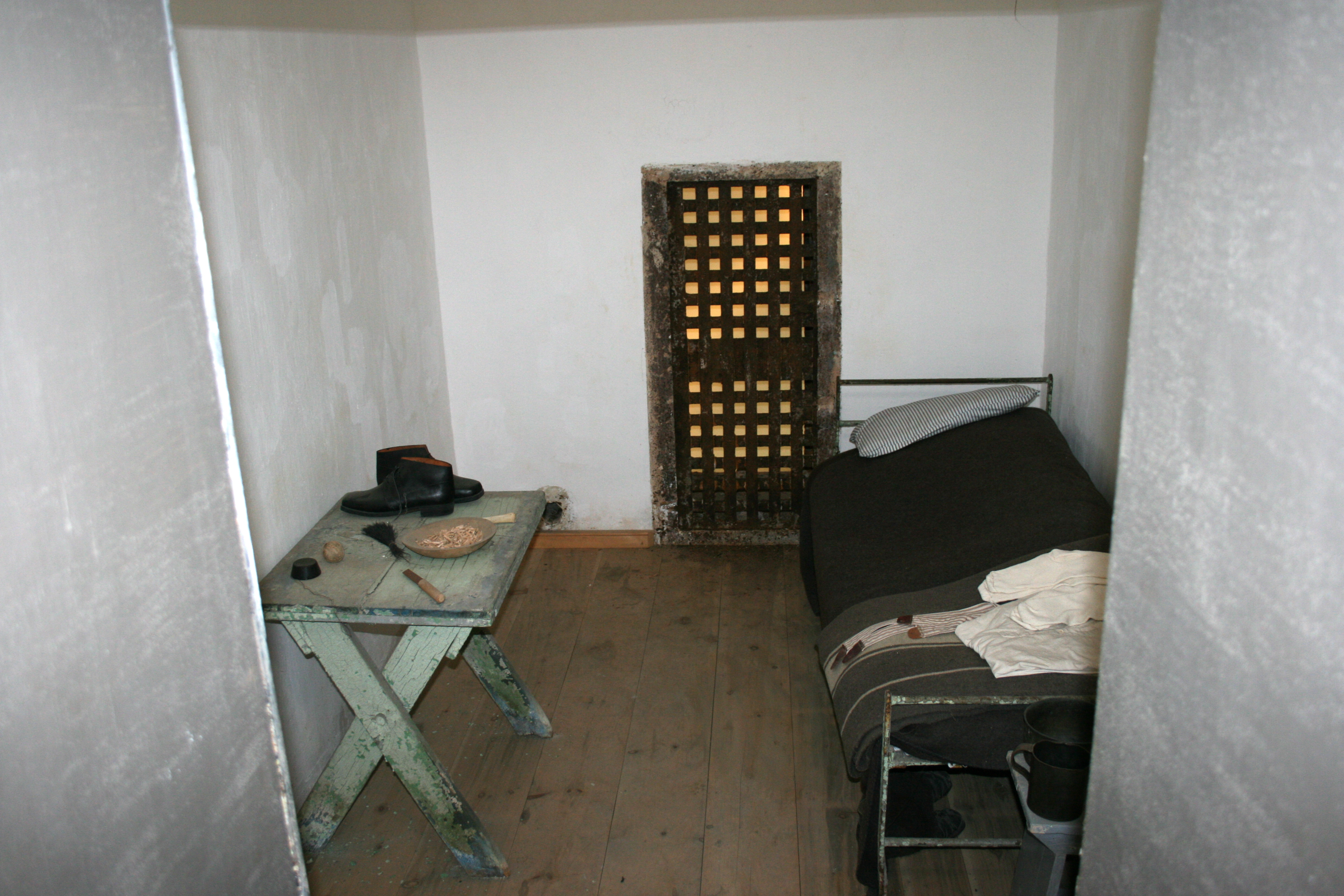
Współczesna rekonstrukcja typowej celi w Eastern State Penitentiary

Podstawową zasadą więzienia była całkowita izolacja więźniów. Więźniowie nie mogli kontaktować się ze sobą, a także z osobami spoza zakładu karnego (np. rodziną). W zakładzie karnym nie było przestrzeni wspólnych (pokoju do nauki, wspólnych miejsc do pracy czy stołówki), a wszystkie czynności więźniowie wykonywali samotnie w swoich celach. Wykonywali prace rzemieślnicze: szewstwo, stolarstwo, tkactwo i przędzenie. W czasie wolnym mogli czytać Biblię.
Więźniowie opuszczali cele jedynie dla ćwiczeń (na osobnych dziedzińcach) i modlitwy. Podczas nabożeństw byli ściśle izolowani (specjalnie projektowane stalle, noszenie masek uniemożliwiających identyfikację). Na stałe cele można było opuścić tylko w przypadku ciężkiej choroby. Kontrola osadzonych była całkowita i całodobowa (dzień i noc). Podczas transportu więźniów narzucano im worki na głowę, by uniknąć identyfikacji i kontaktów.
W więzieniu Cherry Hill karę odbywało 15 tys. skazanych. Projekt ten spotkał się z szerokim zainteresowaniem i był często odwiedzany przez reformatorów z całego świata. Wkrótce według modelu pensylwańskiego zaczęto organizować inne zakłady karne.

## Rozpowszechnienie

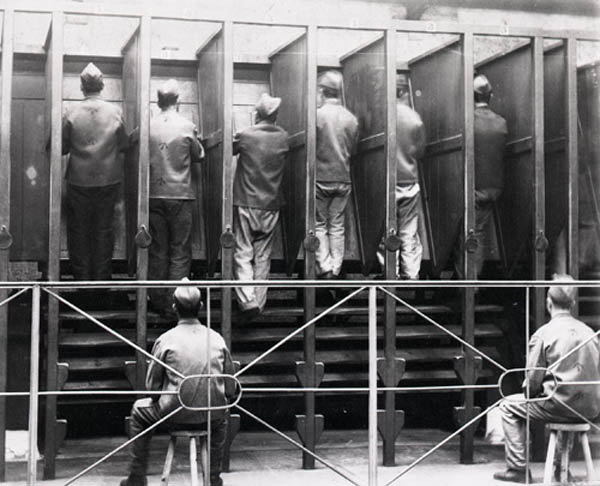
Młyn deptakowy napędzany przez ściśle izolowanych więźniów, Pentonville (1895)

Po Filadelfii, system pensylwański został zaprowadzony w kolejnych więzieniach: New Jersey (1798), Wirginii (1800), Vermont, Marylandzie (1812), New Hampshire (1812) i Ohio 1816. Poza Stanami Zjednoczonymi system celkowy zyskał popularność w Wielkiej Brytanii. Pierwsi królewscy inspektorzy więzienni – William Crawford i William Whitworth Russell – byli jego wielkimi zwolennikami. Po ustanowieniu Prisons Act w 1839 system celkowy stał się oficjalnym brytyjskim systemem penitencjarnym, do którego miano dostosować funkcjonowanie wszystkich więzień.
Według systemu celkowego zorganizowano nowe, otwarte w 1842, Więzienie w Pentonville. Miało w nim przebywać do 520 więźniów odbywających karę ok. 18 miesięcy w całkowitej samotności. Architektura i organizacja zakładu karnego miała uniemożliwiać więźniom komunikację. Cele indywidualne miały wymiary 13 stóp na 7 stóp oraz wysokość 9 stóp.

## Krytyka i koniec

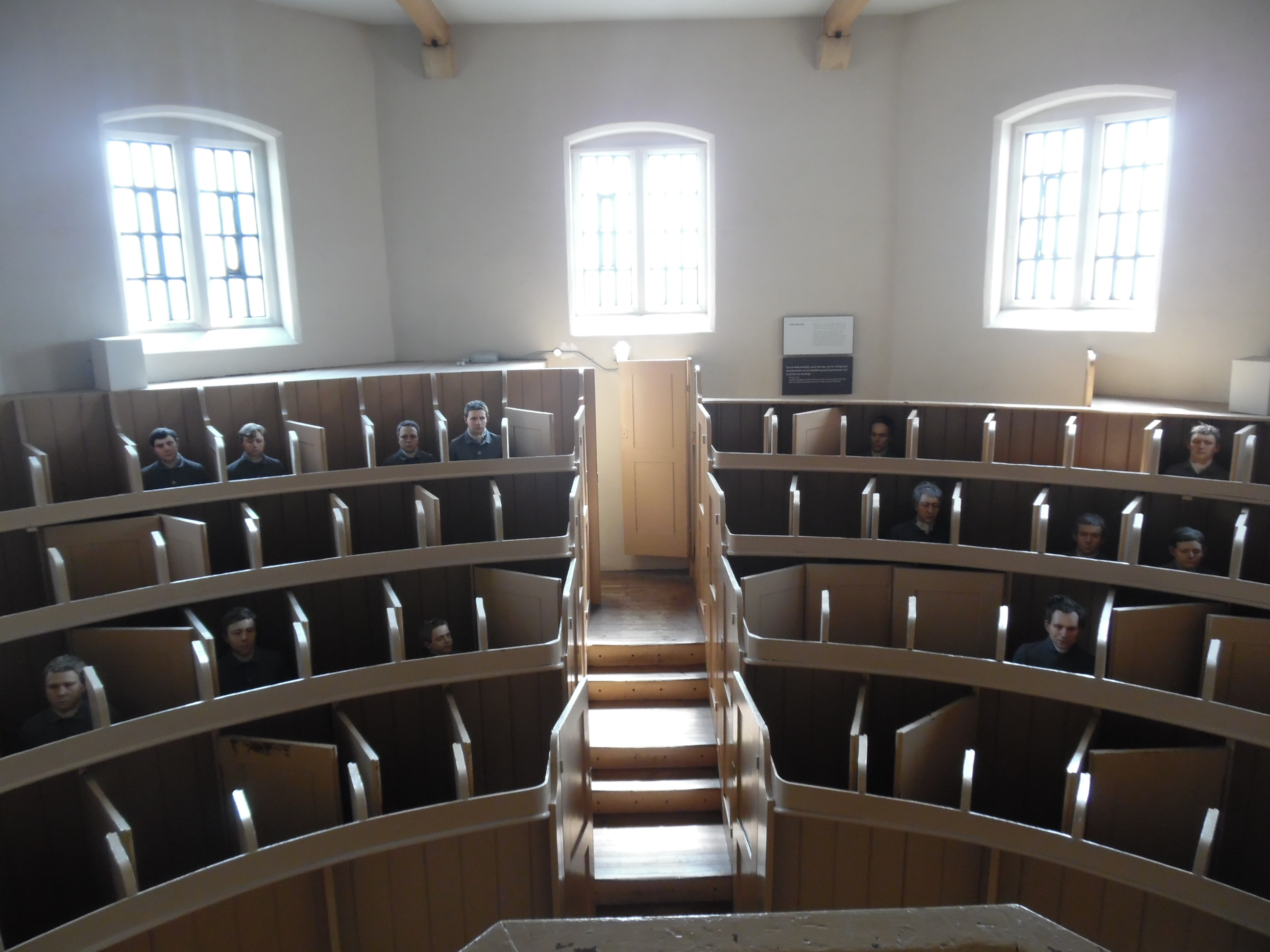
Kaplica więzienna w więzieniu w HMP Lincoln – wysokie stalle uniemożliwiają więźniom kontakt podczas modlitwy

Od lat 40. XIX w. zaczęła narastać krytyka systemu celkowego. Od początku problemem były wysokie koszty budowy, organizacji i prowadzenia takiego zakładu karnego. Zauważono, że reżim więzienny jest bardzo surowy. Absolutna izolacja powodowała problemy psychiczne wielu więźniów, apatię oraz bardzo dużą liczbę samobójstw. W Wielkiej Brytanii w kampanię przeciwko systemowi celkowemu zaangażowały się „The Times” oraz Charles Dickens (który był krytyczny wobec tej formy odbywania kary od czasu wizyty w więzieniu Eastern State Penitentiary w 1842). Doprowadziło to do zmian w więzieniach (np. Pentonville) i skrócenia wymiaru kary (do 12 miesięcy, potem do 9). Izolacja jako zasada polityki penitencjarnej została ostatecznie porzucona w angielskiej nowelizacji Prison Act z 1865, choć pojedyncze cele nadal pozostawały w użyciu. W Stanach Zjednoczonych za koniec systemu celkowego uznaje się rok 1866, kiedy ten system został porzucony w więzieniu w Eastern State Penitentiary. Już wcześniej nadmierna liczba więźniów doprowadziła do zmian w oryginalnym projekcie Havilanda. Bloki, które powinny pozostawać jednopoziomowe, wskutek przeludnienia zbudowano jako dwupoziomowe, co ułatwiło kontakty między więźniami. W 1866 w całym więzieniu zmieniono cele na wieloosobowe.
Problemy związane z systemem pensylwańskim doprowadziły do prób jego reformy i stworzenia w latach 1821–1823 odmiennego systemu penitencjarnego systemu milczenia w więzieniu w Auburn. Obydwa systemy były w pierwszej połowie XIX w. traktowane jako konkurencyjne formy zakładów penitencjarnych.
Koniec systemu celkowego nie oznaczał zupełnego odejścia od umieszczania skazanych w izolowanych celach, co praktykowane jest do dzisiaj. Nie miało to już jednak charakteru tak całościowego, a izolacja nie była całkowita. Współcześnie całkowita izolacja stosowana jest raczej jako czasowy środek surowej kary dyscyplinarnej (izolatka). Ten typ odbywania kary pozbawienia wolności stosuje się też w więzieniach typu supermax.